# Indiegogo
Indiegogo is een crowdfunding-website, opgericht in 2008 door Danae Ringelmann, Slava Rubin en Eric Schell en gevestigd in San Francisco, Californië. Indiegogo bemiddelt tussen partijen die financiering zoeken respectievelijk willen verstrekken voor een specifieke doel, liefdadigheid of een startup, en brengt hiervoor 5% van de financiële bijdragen in rekening. Om de financiële transactie te realiseren, via de creditcard-maatschappij en/of PayPal, wordt eveneens een percentage van het bedrag door die dienstverlener(s) in rekening gebracht. Naar eigen zeggen trekt de website maandelijks vijftien miljoen bezoekers.
Het systeem is gebaseerd op beloning, met andere woorden: de donateurs, investeerders en/of klanten die willen meehelpen aan de financiering van een project en/of product, verwerven hiermee een recht op een gift. De CEO, Slava Rubin, gaf aan dat Indiegogo interesse heeft om met een op aandelen gebaseerd systeem te gaan werken, zodra de juridische implicaties hiervan voldoende duidelijk zijn geworden.
In 2014 richtte Indiegogo een dienst – Indiegogo Life – op voor het financieren van (on)voorziene gebeurtenissen in het persoonlijke leven zoals medische onkosten, noodgevallen en verjaardagen. Deze dienst werd in 2015 hernoemd naar Generosity.com. Indiegogo rekende voor deze aparte dienst geen onkostenvergoeding.

## Ontstaansgeschiedenis
In 2002, toen Danae Ringelmann nog werkzaam was als een analist bij de Amerikaanse bank JPMorgan, werkte ze als co-producent mee aan een voorstelling van een van de stukken van Arthur Miller. Ondanks de populariteit van de voorstelling waren er maar beperkte financiële middelen beschikbaar. Ringelmann besloot daarop om naar alternatieve manieren van financiering te zoeken. In 2006 ging Ringelmann naar de Haas School of Business om een bedrijf te starten dat fondsenwerving zou "democratiseren". Daar ontmoette ze Eric Schell en Slava Rubin, die beiden ook gestuit waren op de moeizaamheid bij het werven van fondsen. Schell had gewerkt met The House Theater Company in Chicago, Rubin had een inzamelingsactie voor onderzoek naar kanker georganiseerd. Zijn vader was aan de gevolgen van kanker gestorven toen hij nog een kind was.
Ringelmann, Schell en Rubin werkten hun idee verder uit in 2007, onder de werknaam Project Keiyaku. De site werd officieel gelanceerd bij het Sundance Film Festival in januari 2008, waarbij de focus nog op filmprojecten lag. De naam Indiegogo verwijst naar onafhankelijke projecten zoals de indie film; projecten die doorgaans voor een relatief kleiner publiek bedoeld en daardoor moeilijker te financieren zijn. In juni 2010 ging MTV New Media met Indiegogo samenwerken om nieuwe content (materiaal) te ontwikkelen op basis van de projecten op de website. In september 2011 had het bedrijf 1,5 miljoen dollar geworven bij een 'Series Seed', geleid door Metamorphic Ventures, ff Venture Capital, MHS Capital en Steve Schoettler, de mede-oprichter van Zynga. In februari 2012 ging 'Startup America' van de Amerikaanse president Barack Obama samenwerken met Indiegogo om crowdfunding meer toegankelijk te maken voor (toekomstige) ondernemers in de Verenigde Staten.
In juni 2012 verwierf Indiegogo nog eens 15 miljoen dollar bij een andere wervingsronde, de 'Series A' van Insight Ventures, Khosla Ventures, en Steve Schoettler, Zynga's mede-oprichter. In januari 2014 leverde deelname aan een 'Series B'-ronde nog eens 40 miljoen dollar op, om zo het totaal ondernemingskapitaal op 56,5 miljoen dollar te brengen.

## Crowdfunding-werkwijze
In een interview met Film Threat, een website voor onafhankelijke films, zei Rubin over de site: "... all about allowing anybody to raise money for any idea" (het gaat erom dat het voor iedereen mogelijk wordt om hun ideeën te kunnen financieren).
De initiatiefnemers van zo'n idee, project, productontwikkeling of doel kunnen een subpagina op de website aanmaken om hun poging tot het werven van fondsen te ondersteunen, voorzien van PayPal-account voor dit doel. Met een lijst met 'perks' (afbakening) kunnen verschillende niveaus van investering aangegeven worden. Van de initiatiefnemers wordt verwacht dat ze via sociale media onder andere reclame maken. Bij succesvolle initiatieven, waarbij het streefbedrag is bereikt, vervalt 5% van de opbrengst aan Indiegogo. Initiatiefnemers hebben, indien het streefbedrag niet bereikt wordt, de keuze om 9% van de opbrengst af te dragen, of zonder verdere kosten de volledige inleg terug te geven aan de donateurs. In tegenstelling tot vergelijkbare sites zoals Kickstarter betaalt Indiegogo de inleg direct uit in het geval dat de transactie met PayPal is gedaan. Het is ook mogelijk om met creditcard te betalen via de website; uitbetaling hiervan kost meer tijd, tot twee weken na verstrijken van de deadline van het betreffende initiatief. Volgens de The Wall Street Journal zijn er per januari 2014 meer dan 200.000 initiatieven ondernomen, waarmee voor de projecten miljoenen zou zijn opgehaald in 70 tot 100 landen. Een aantal projecten die hun financiering al rond hadden, maken ook gebruik van Indiegogo, om zo publiciteit te genereren en/of distributeurs te vinden.
In april 2014, nadat aan het licht kwam dat er fraude gepleegd was, trok Indiegogo als reactie hierop hun garantie in dat fraude niet mogelijk was.

## Spelregels voor campagnevoering
Jongeren van 13 tot 17 jaar hebben toestemming van hun ouders of voogd nodig om deel te nemen. Initiatiefnemers mogen geen campagne opzetten met als doel fondsen voor illegale activiteiten te werven of om iets te willen realiseren wat onmogelijk is.
Initiatieven mogen geen alcohol, drugs, wapens, munitie of loten als beloning in vooruitzicht stellen. Voorts mogen bepaalde ideeën of gelegenheden niet via een initiatief geuit worden waaronder haat, het toebrengen van persoonlijk letsel, het doden van mensen, het beschadigen van eigendom of het verspreiden van producten die de rechten van een derde zou kunnen aantasten.

## Recensies
Indiegogo is na Kickstarter een van meestgebruikte crowdfundingsites in de Verenigde Staten en wordt in het algemeen redelijk gewaardeerd door de gebruikers. De meeste recensies prijzen het gebruiksgemak van Indiegogo en zijn klantendienst. Een deel ervan geeft aan dat de site niet goed in staat is om buitenstaanders (meer) te betrekken. In vergelijking met Kickstarter is bij Indiegogo de acceptatie van initiatieven wat toleranter en de regelgeving minder stringent; bij Indiegogo kunnen bepaalde projecten terecht die Kickstarter niet zou accepteren.

## Patentstrijd
Op 23 januari 2015 werd door Alphacap Ventures LLC een zaak aangespannen tegen een zevental crowdfunding-platforms, waaronder Indiegogo, wegens inbreuk op een octrooi.